# Leptoclinides marsupialis
Leptoclinides marsupialis är en sjöpungsart som först beskrevs av Monniot 1989.  Leptoclinides marsupialis ingår i släktet Leptoclinides och familjen Didemnidae. Inga underarter finns listade i Catalogue of Life.